# Кузнєцов (Дарбінян) Петро Михайлович
Петро Михайлович Кузнєцов (Дарбінян) (2 вересня 1895, місто Нахічевань Еріванської губернії, тепер Азербайджан — розстріляний 20 липня 1938, місто Єреван, тепер Вірменія) — вірменський радянський діяч, секретар ЦК КП(б) Вірменії, голова Вірменської республіканської ради профспілок, голова Закавказької крайової ради профспілок. Член ЦВК Вірменської РСР.

## Життєпис
Закінчив Тифліське ремісниче училище.
З 1915 по 1917 рік служив у російській армії, учасник Першої світової війни.
Член РСДРП(б) з січня 1918 року.
У травні 1920 року — командир загону Червоної гвардії та член Революційного комітету Вірменії в місті Александрополі. Потім перебував на підпільній роботі в місті Баку.
До грудня 1920 року — у Червоній армії, боєць Комуністичного загону особливого призначення.
У 1921 році — секретар осередку КП(б) Вірменії станції Александрополь; завідувач Каракаліського повітового відділу пошт та телеграфів Вірменської РСР.
У 1921—1922 роках — член президії Закавказьких залізниць.
У 1922—1924 роках — завідувач залізничної станції Александрополь.
У 1923—1924 роках — голова Александропольської повітової ради профспілок Вірменської РСР.
З 1924 по липень 1927 року — голова Вірменської республіканської ради профспілок.
6 липня 1927 — 12 листопада 1928 року — секретар ЦК КП(б) Вірменії.
У листопаді 1928 — 1930 року — голова Закавказької крайової ради профспілок.
У 1930—1931 роках — інспектор Народного комісаріату шляхів сполучення СРСР.
У 1931—1933 роках — студент Транспортної академії в Москві.
У 1933 — серпні 1936 року — голова Закавказької крайової ради профспілок.
У 1936 році закінчив Всесоюзну промислову академію.
У серпні 1936 — 23 липня 1937 року — секретар партійної колегії уповноваженого Комісії партійного контролю при ЦК ВКП(б) по Вірменській РСР; уповноважений Комісії партійного контролю при ЦК ВКП(б) по Вірменській РСР.
У 1937 році заарештований органами НКВС. 20 липня 1938 року засуджений до страти і розстріляний в місті Єревані.
Посмертно реабілітований.